# Puerto Real
Puerto Real település Spanyolországban, Cádiz tartományban. Puerto Real El Puerto de Santa María, Jerez de la Frontera, Medina-Sidonia, Chiclana de la Frontera és San Fernando községekkel határos. Lakosainak száma 42 151 fő (2024).

## Népesség
A település népessége az utóbbi években az alábbiak szerint változott:
| Lakosok száma | 35 723 | 37 481 | 38 354 | 40 183 | 41 101 | 41 486 | 41 467 | 41 627 | 41 771 | 42 151 |
|               | 2001   | 2004   | 2006   | 2009   | 2011   | 2014   | 2016   | 2019   | 2021   | 2024   |